# Nivellia sanguinosa
Nivellia sanguinosa is een keversoort uit de familie boktorren (Cerambycidae). De wetenschappelijke naam van de soort is voor het eerst geldig gepubliceerd in 1863 door Mulsant.